# Przekrasek krasaneczka
Przekrasek krasaneczka (Thanasimus femoralis) – gatunek chrząszcza z rodziny przekraskowatych.
Gatunek ten opisany został w 1828 roku przez Johan Wilhelm Zetterstedta jako Clerus femoralis.
Ciało długości od 6 do 8 mm. Głowa czarna, rzadko i drobno punktowana, o czułkach brunatnoczerwonych, czasem zaczernionych. Przedplecze w przedniej części silnie wgniecione poprzecznie i czarne, dalej czerwone, a z tyłu mocno przewężone. Nasadowa część pokryw czerwona, pokryta ułożonymi w rzędy punktami o średnicach mniejszych niż odległości między nimi. Dalsza część pokryw czarna z dwiema przepaskami białego owłosienia, przy czym pierwsza z nich często znajduje się jeszcze na czerwonym tle. Odnóża różnej barwy. Spód ciała czerwony, z wyjątkiem czarnych śród- i zapiersia.
Zamieszkuje lasy iglaste. Larwy są drapieżne, odżywiają się larwami korników i innych ryjkowców. Rozprzestrzeniony od północnej i środkowej Europy, przez Kaukaz po Kazachstan. W Polsce rzadki.